# Paradystus ceylonicus
Paradystus ceylonicus är en skalbaggsart som beskrevs av Stefan von Breuning 1954. Paradystus ceylonicus ingår i släktet Paradystus och familjen långhorningar.
Artens utbredningsområde är Sri Lanka. Inga underarter finns listade i Catalogue of Life.